# Andrzej Kasperek
Andrzej Kasperek (ur. 5 kwietnia 1958 w Stegnie) – polski nauczyciel, pisarz i eseista, doktor nauk humanistycznych.

## Życiorys
Jego rodzice, Bolesław i Władysława z domu Małas, pochodzili z Kielecczyzny. Kasperek wychował się na Żuławach. Studiował na Uniwersytecie Gdańskim (seminarium prof. Marii Janion). W czasie studiów działał w SKS-ie i był jednym z założycieli Niezależnego Zrzeszenia Studentów.
Debiutował zbiorem opowiadań Back to DDR i inne opowiadania (2010), który został nominowany do Nagrody Literackiej Gdynia 2011 w kategorii proza. Eseje, artykuły i opowiadania publikował m.in. w Blizie, Dzienniku Bałtyckim, Zeszytach Literackich, kwartalniku Prowincja. Od 2021 jest członkiem Pomorskiej Rady Kultury II kadencji.
Mieszka w Nowym Dworze Gdańskim na Żuławach. Pracuje jako nauczyciel w Liceum Ogólnokształcącym im. Ziemi Żuławskiej w Nowym Dworze Gdańskim. 
W 2012 został odznaczony Krzyżem Kawalerskim Orderu Odrodzenia Polski.

## Książki
- Back to DDR i inne opowiadania (Wydawnictwo Słowo/obraz Terytoria, Gdańsk 2010)
- Galeria Jacka Kaczmarskiego: skrzydło wschodnie (Wydawnictwo Uniwersytetu Gdańskiego, Gdańsk 2013)
- Koronczarka: nowe opowiadania (Stowarzyszenie Inicjatyw Obywatelskich Taka Gmina, Sztum 2013)
- Miłosz na Żuławach. Epizod z biografii poety, red. nauk. Małgorzata Czermińska, Andrzej Kasperek (Wydawnictwo Uniwersytetu Gdańskiego, Gdańsk 2013)
- Mój płaski kraj Żuławy (Klub Nowodworski, Nowy Dwór Gdański 2018)